# Vol Aeroflot 8641
Le vol Aeroflot 8641 était un vol intérieur régulier de passagers reliant Leningrad, en Russie soviétique, à Kiev, en Ukraine soviétique. Le 28 juin 1982, le Yakovlev Yak-42 assurant ce vol s’écrasa près de Mazyr, en Biélorussie soviétique, ne laissant aucun survivant parmi les 132 personnes à bord. Il s'agit à la fois du premier et du pire accident impliquant un Yak-42, ainsi que de l'accident aérien le plus meurtrier survenue en Biélorussie.

## Avion et équipage
Le Yakovlev Yak-42 impliqué dans l'accident était immatriculé СССР-42529 (numéro de série 11040104) auprès d'Aeroflot. L'avion a effectué son vol inaugural le 21 avril 1981 et a été livré neuf à la compagnie nationale russe le 1er juin 1981. Au moment de l'accident, il totalisait seulement 795 heures de vol et 496 cycles (décollage/atterrissage).
Les 124 sièges passagers dans la cabine étaient occupés, dont 11 par des enfants. Le personnel navigant technique (PNT) était composé du commandant de bord Viatcheslav Nikolaïevitch Musinskiy, du copilote Alexandre Sergueïevitch Stigariev, de l'ingénieur de vol Nikolaï Semionovitch Vinogradov et du navigateur Viktor Ivanovitch Kedrov, qui était alors en formation. Le personnel navigant commercial (PNC) comprenait un steward (Yuri Borissovitch Ryabov) et trois hôtesses de l'air (Anna Nikolaevna Sheykina, Tamara Mikhaïlovna Vasishcheva et Olga Pavlovna Pavlova).

## Déroulement des faits
Le vol 8641 a décollé de l'aéroport international Pulkovo à 9 h 01 MSK, après avoir été retardé d'une minute en raison d'un passager en retard. À 10 h 45 MSK, il est entré dans la zone gérée par le centre de contrôle aérien de Kiev/ Boryspil. L'équipage a commencé la liste de vérification pour l'atterrissage à 10 h 48. Quelques instants après, l'équipage a informé le contrôleur aérien qu'il avait atteint le point prévu pour commencer la descente, qui l'a alors autorisé à descendre à 25 600 pieds (7 800 m). L'équipage a ensuite confirmé la trajectoire de vol ; aucune autre communication de la part du vol 8641 n'a été entendue par la suite.
À 10 h 51 MSK, le pilote automatique a progressivement augmenté l'angle du stabilisateur horizontal de 0,3° pour amorcer la descente. À 10 h 51 min 30 s, l'angle a brusquement augmenté, dépassant la limite de 2° en une demi-seconde. Ce changement soudain a entraîné une force d'accélération négative de -1,5 g, mais le pilote automatique a ajusté le plan horizontal pour la réduire à -0,6 g. Le stabilisateur n'a pas cependant répondu aux commandes et l'avion a continué de piquer ; le pilote automatique s'est rapidement désactivé. 
Les pilotes ont tiré sur le manche pour tenter de stabiliser l'avion, mais celui-ci a poursuivi son piqué prononcé ; le Yak-42 a ensuite rapidement basculé de 35° à gauche et l'angle du piqué a atteint 50°. Alors qu'il continué son roulis à gauche, dans le sens inverse des aiguilles d'une montre, avec une surcharge structurelle supérieure à -2 g, le vol 8641 s'est désintégré à 10 h 51 min 50 s, à une altitude de 18 700 pieds (5 700 m) et à une vitesse indiquée de 440 nœuds (810 km/h).
L'épave a été retrouvée à la périphérie du village de Verbavychi, à 10 km au sud-est du chef-lieu du district de Narowlia (elle-même située à 18 km au sud-ouest de Mazyr, plus grande et souvent citée). La plupart des débris de l'avion étaient dispersés sur une zone de 6,5 km de long sur 3,5 km de large. Les 132 passagers et membres d'équipage présents à bord ont tous péri. 

## Cause de l'accident
La cause de ce crash a été déterminée comme étant une défaillance du mécanisme du vérin à vis dans la queue de l'avion en raison de la fatigue du métal, résultant d'un défauts de conception du Yak-42. L'enquête a conclu que les facteurs contributifs à l'accident incluaient notamment un mauvais entretien et une conception du stabilisateur non conforme aux normes aéronautiques. 
Trois ingénieurs ayant participé à l'élaboration de ce vérin à vis ont par la suite été condamnés. À la suite de cet accident, tous les Yak-42 furent furent temporairement retirés du service jusqu'à la correction de ce défaut de conception, en octobre 1984.